# Монро Тауншип (округ Камберленд, Пенсільванія)
Монро Тауншип (англ. Monroe Township) — селище (англ. township) в США, в окрузі Камберленд штату Пенсільванія. Населення — 6230 осіб (2020).

## Демографія
Згідно з переписом 2010 року, у селищі мешкали 5823 особи в 2265 домогосподарствах у складі 1759 родин. Було 2375 помешкань
Расовий склад населення:
| - 96,9 % — білих - 1,3 % — азіатів - 0,3 % — чорних або афроамериканців - 0,2 % — корінних американців |

До двох чи більше рас належало 1,0 %. Частка іспаномовних становила 1,4 % від усіх жителів.
За віковим діапазоном населення розподілялося таким чином: 20,8 % — особи молодші 18 років, 64,4 % — особи у віці 18—64 років, 14,8 % — особи у віці 65 років та старші. Медіана віку мешканця становила 45,8 року. На 100 осіб жіночої статі у селищі припадало 103,9 чоловіків;  на 100 жінок у віці від 18 років та старших — 102,9 чоловіків також старших 18 років.
Середній дохід на одне домашнє господарство  становив 98 000 доларів США (медіана — 84 506), а середній дохід на одну сім'ю — 109 479 доларів (медіана — 89 048). Медіана доходів становила 56 355 доларів для чоловіків та 40 890 доларів для жінок. За межею бідності перебувало 0,9 % осіб, у тому числі 0,0 % дітей у віці до 18 років та 1,4 % осіб у віці 65 років та старших.
Цивільне працевлаштоване населення становило 3339 осіб. Основні галузі зайнятості: освіта, охорона здоров'я та соціальна допомога — 24,3 %, роздрібна торгівля — 12,5 %, фінанси, страхування та нерухомість — 10,9 %, публічна адміністрація — 10,0 %.